# Австрия на зимних Олимпийских играх 2002
Результаты выступления сборной команды Австрии на зимних Олимпийских играх 2002 года, проходивших в Солт-Лэйк-Сити, США. Честь страны защищали девяносто спортсменов, принимавшие участие в двенадцати видах спорта. В итоге сборная удостоилась семнадцати комплектов наград и в общекомандном зачёте заняла десятое место.

## Медалисты

### Золото
- Штефан Эберхартер — горнолыжный спорт, гигантский слалом.
- Кристиан Хоффман — лыжные гонки, 30 км.
- Фриц Штробль — горнолыжный спорт, скоростной спуск.

Кристиан Хоффман финишировал вторым, но его соперника Йохана Мюлегга уличили в использовании запрещённых веществ и лишили золотой медали.

### Серебро
- Михаил Ботвинов — лыжные гонки, 30 км.
- Штефан Эберхартер — горнолыжный спорт, супергигант.
- Рената Гётшль — горнолыжный спорт, суперкомбинация.
- Мартин Реттль — скелетон.

### Бронза
- Штефан Эберхартер — горнолыжный спорт, скоростной спуск.
- Готтвальд Феликс — лыжное двоеборье, спринт 7,5 км.
- Готтвальд Феликс — лыжное двоеборье, индивидуальная гонка 15 км.
- Вольфганг Пернер — биатлон, спринт 10 км.
- Рената Гётшль — горнолыжный спорт, скоростной спуск.
- Маркус Прок — санный спорт, одиночки.
- Бенджамин Райх — горнолыжный спорт, слалом.
- Бенджамин Райх — горнолыжный спорт, комбинация.
- Андреас Шифферер — горнолыжный спорт, супергигант.
- Марио Штехер, Михаэль Грубер, Готтвальд Феликс, Кристоф Байлер — лыжное двоеборье, эстафета.

## Состав и результаты олимпийской сборной Австрии

### Бобслей
Спортсменов — 4
Мужчины
| Соревнование | Спортсмены                                                     | 1 заезд   | 1 заезд | 2 заезд   | 2 заезд | 3 заезд   | 3 заезд | 4 заезд   | 4 заезд | Итоговый результат | Итоговое место |
| Соревнование | Спортсмены                                                     | Результат | Место   | Результат | Место   | Результат | Место   | Результат | Место   | Итоговый результат | Итоговое место |
| ------------ | -------------------------------------------------------------- | --------- | ------- | --------- | ------- | --------- | ------- | --------- | ------- | ------------------ | -------------- |
| Двойки       | Мартин Шютценауэр Вольфганг Штампфер                           | 47,91     | 8       | 47,78     | 7       | 47,72     | 6       | 47,75     | 6       | 3:11,16            | 7              |
| Четвёрки     | Вольфганг Штампфер Михель Мюллер Клаус Зелос Мартин Шютценауэр | 47,19     | 17      | 47,27     | 18      | 47,51     | 12      | 47,60     | 7       | 3:09,57            | 13             |